# Медицина в Эфиопии

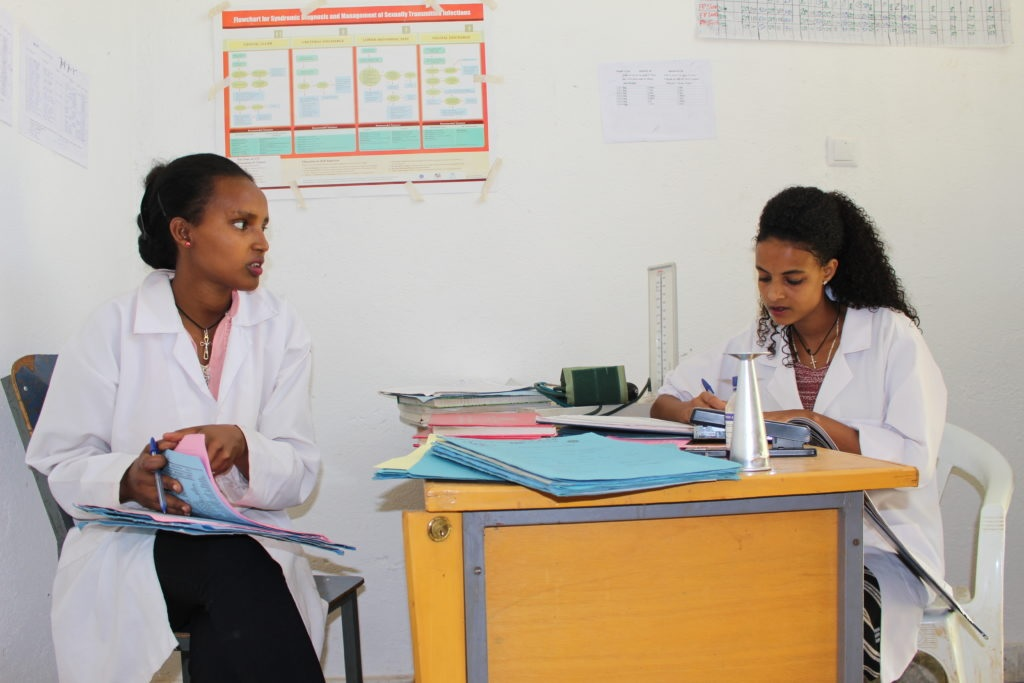
Медицина в Эфиопии

Система здравоохранения Эфиопии является одной из худших в мире, даже несмотря на проведенные преобразования и нововведения. На протяжении 90-х годов правительство активно реализовывало программу преобразования социальной сферы Эфиопии, в течение которой было увеличено финансирование социального и медицинского сектора. Проведено совершенствование школ, увеличение грамотности среди населения и уменьшение младенческой смертности. Однако во время войны с Эритреей в 1998—2000 годах финансирования практически сошло на нет.
В 2000—2001 годах расходы бюджета на здравоохранение составили 144 млн долл.; расходы на медицину на душу населения тем самым составили около 4,5 долл. хотя в среднем в странах к югу от Сахары эта цифра составляет не менее 10 долл. В 2000 году на одну больничную койку приходилось 4900 жителей. 1 врач обслуживал в среднем 48 000 жителей, одна медсестра — 12 000 жителей. В ноябре 2004 года правительство начало пятилетнюю программу первичной медико-санитарной помощи.
ООН сообщила что на конец 2003 года около 4,4 % взрослого населения было заражено ВИЧ или СПИДом. В январе 2005 года начало распространение антиретровирусных препаратов. Уровень заболеваемости ВИЧ/СПИДом достиг своего пика в 1995 года, после чего ежегодно снижался на 6,3 % в год. Годовое снижение смертности от ВИЧ/СПИДа в период с 1990 по 2016 год составило 0,4 %.